# Cycle de Beau de Rochas
Le cycle de Beau de Rochas, cycle à quatre temps ou encore cycle d'Otto est un cycle thermodynamique théorique. Les moteurs à explosion à allumage commandé, comme les moteurs à essence largement utilisés dans les automobiles, ont un cycle de fonctionnement qui peut être représenté de manière approchée par ce cycle.

## Contexte historique
La fin du XIXe siècle est marquée par une très forte innovation dans le domaine des moteurs thermiques, une intense compétition entre les inventeurs, industriels et pays concernés, et le dépôt de nombreux brevets.  
L'invention du moteur et du cycle à quatre temps est ainsi revendiquée, ou attribuée, à plusieurs personnes, notamment à l'allemand Christian Reithmann (de), qui, inspiré du moteur à deux temps d'Étienne Lenoir,, aurait déposé un brevet en octobre 1860,, au français Beau de Rochas (mémoire et brevet de 1862), et à un autre allemand, Nikolaus Otto (brevet de 1876). 
Les premières réalisations industrielles et commerciales notables de  moteurs à quatre temps sont celles d'Otto, à partir de la fin des années 1870.
```
                        
Beau de Rochas: l'inventeur du moteur à quatre temps
```

Le mémoire de Janvier 1862 de Beau de Rochas fait un peu moins de 60 pages et est intitulé : « Nouvelles recherches sur les Conditions pratiques de plus grande utilisation de la force de la chaleur et en général de la force motrice avec application au chemin de fer et à la navigation ». Il est divisé en 7 chapitres. Le 6e, intitulé « Moteur mixte à vapeur et à gaz » discute des limitations des moteurs existants, et propose des améliorations visant à améliorer le rendement d'un moteur à gaz. Le raisonnement de l'auteur est basé sur deux idées : il faut un piston mobile et il faut compresser le gaz carburant avant de l'enflammer. Dans le paragraphe b de ce chapitre, intitulé « Dispositif à compression préalable », Beau de Rochas y décrit sa proposition comme suit :
Le cylindre va « exécuter les opérations suivantes dans une période de quatre courses consécutives :
1° aspiration pendant une course entière du piston
2° compression pendant la course suivante
3° inflammation au point mort et détente pendant la troisième course
4° refoulement du gaz brûlé hors du cylindre au quatrième et dernier retour. »
Beau de Rochas conclut cette partie 6-b en exprimant sa conviction que la « distribution par soupapes » nécessaire à son dispositif apporte certes de la complexité, mais est beaucoup plus « avantageuse », et devrait donc être employée dans de nombreux cas d'usage. Cette description, très concise mais très précise, est exactement celle du fonctionnement d'un moteur à combustion interne à quatre temps. Elle a permis d'attribuer à Beau de Rochas le titre d'inventeur du moteur à quatre temps.

## Principe et formulation historique

Les 4 phases dans un moteur à 4 temps en animation.

Le cycle tel que décrit par Beau de Rochas comporte quatre phases correspondant à quatre mouvements linéaires du piston :

Description des moteurs à 4 temps.
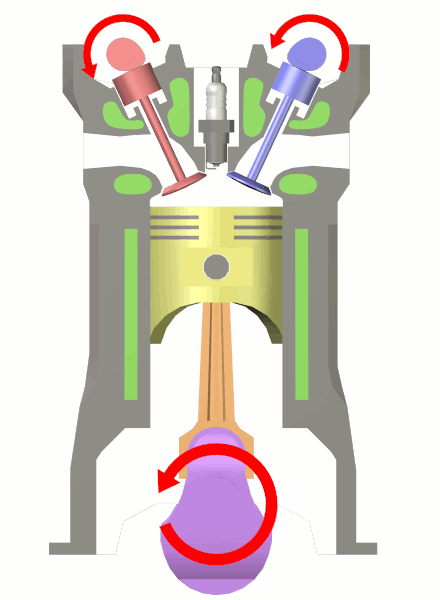
Point mort haut (PMH), départ.
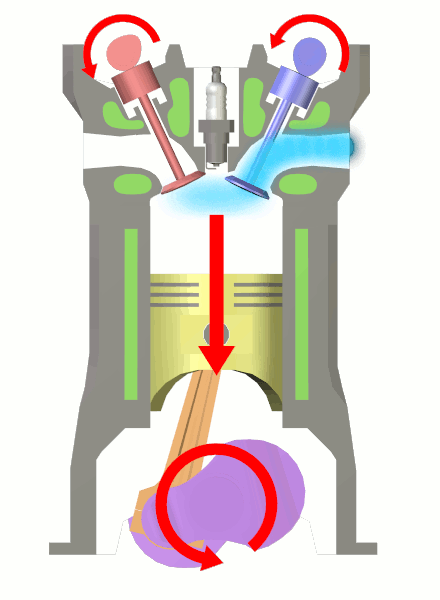
1 - admission.
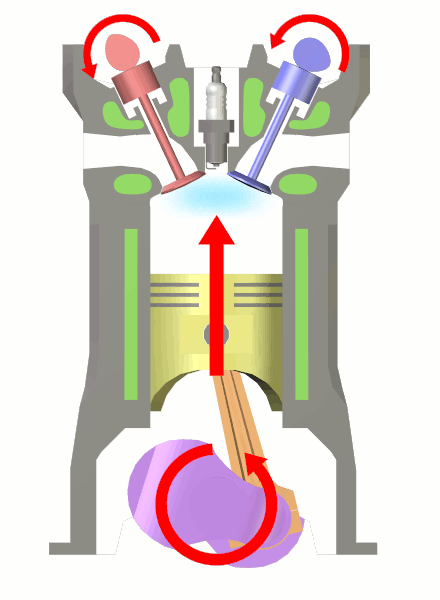
2 - compression.
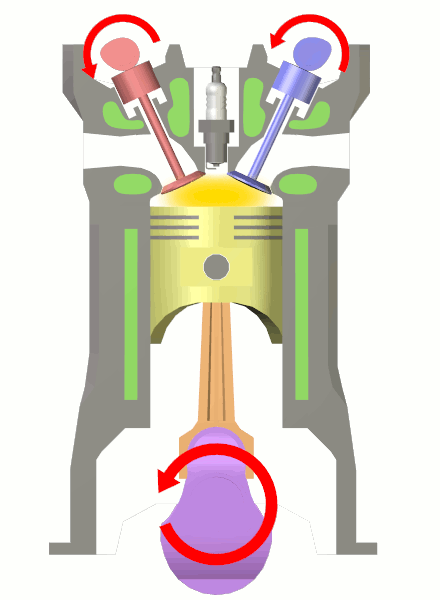
3-1 -  inflammation
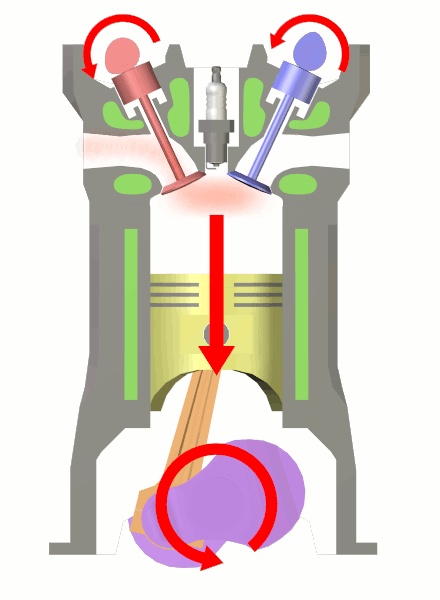
3-2 - détente.
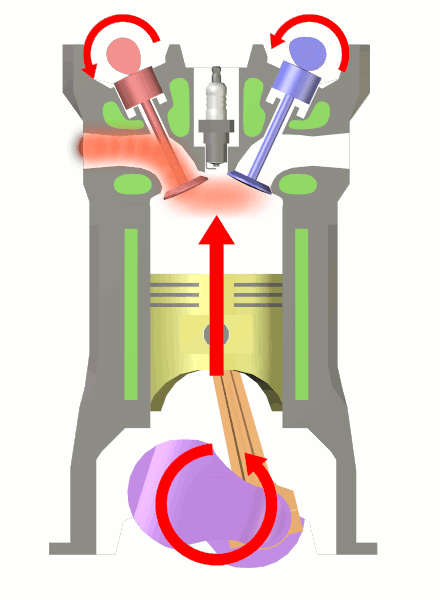
4 - échappement.

Dans un moteur essence à quatre temps, les quatre phases s'analysent comme suit :
1 Admission
Le cycle commence au point mort haut. La soupape d'échappement est fermée, la soupape d'admission est ouverte, le piston descend, un mélange d'air et de carburant venant du carburateur ou de l'injection est aspiré dans le cylindre.
2 Compression
La soupape d'échappement reste fermée, la soupape d'admission se referme, le piston remonte comprimant le mélange admis.
3 Combustion-détente
Les deux soupapes restent fermées. Aux environs du deuxième point mort haut, le mélange air-carburant est enflammé, habituellement par une bougie d'allumage. La combustion du mélange air-carburant provoque une forte augmentation de la pression dans le cylindre, ainsi l'expansion des gaz force le piston à descendre.
4 Échappement 
La soupape d'échappement s'ouvre pour évacuer les gaz brûlés poussés par la remontée du piston.
Le cycle réel de fonctionnement du moteur diffère légèrement de ce cycle théorique : ainsi, par exemple, durant  la phase de compression les soupapes se referment après que le piston commence sa remontée ; avant même que le piston soit à son niveau supérieur, la soupape d'admission est déjà entrouverte ; et la soupape d'échappement se referme alors que le piston amorce sa descente et que de l'air frais est déjà présent dans le cylindre. Le moteur à quatre temps est en fait très flexible et en jouant avec les temps et durées d'ouverture des soupapes, chaque moteur peut avoir des performances et caractéristiques différentes.

## Analyse thermodynamique du cycle de Beau de Rochas
Le fonctionnement des machines thermiques peut être modélisé par la description d'un cycle thermodynamique théorique. Dans le cas des moteurs thermiques, les cycles les plus fréquemment utilisés sont : 
- le cycle de Carnot :  décrit par Carnot en 1824, c'est un cycle théorique réversible qui donne la limite supérieure de rendement de tout moteur thermique.
- le cycle de Beau de Rochas : décrit, dans une de ses versions réalisables, par Beau de Rochas en 1862.
- le cycle Diesel : cycle théorique décrivant le fonctionnement des moteurs à allumage par compression.
- le cycle de Sabathé : cycle théorique dérivé du cycle Beau de Rochas et du cycle Diesel.

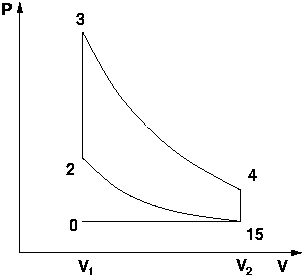
Représentation du cycle de Beau de Rochas sur le diagramme de Clapeyron (P,V).

### Cycle de Beau de Rochas
Le cycle thermodynamique correspondant à la description faite par Beau de Rochas peut être analysé comme l'enchaînement des transformations élémentaires suivantes :
1. l'admission est modélisée par une détente isobare (0-1),
2. la compression est supposée adiabatique (1-2),
3. la combustion se déroule à volume constant (2-3),
4. la détente est adiabatique (3-4),
5. l'ouverture de la soupape est modélisée par une détente isochore (4-5),
6. l'échappement est modélisé par une détente isobare (5-0).

On note {\displaystyle \alpha } le taux de compression volumétrique :
{\displaystyle \alpha ={\frac {V_{1}}{V_{2}}}={\frac {T_{1}}{T_{2}}}{\frac {P_{2}}{P_{1}}}}
Le rendement {\displaystyle \mu } du cycle (rapport du travail fourni par le transfert thermique de la combustion) est alors :
{\displaystyle \mu =1-{\frac {1}{\alpha ^{\gamma -1}}}}
avec {\displaystyle \gamma } l'indice adiabatique, rapport des capacités thermiques à pression constante et volume constant, supposé constant par rapport à la température :  {\displaystyle \gamma ={\frac {C_{p}}{C_{V}}}}.
La pression moyenne indicative est le rapport :
{\displaystyle {\text{pmi}}={\frac {A}{V_{2}-V_{1}}}}
avec {\displaystyle A} l'aire de la surface délimitée par les points 1, 2, 3, 4 et 5 (confondu avec 1).

### Comparaison avec d'autres cycles
Les cycles de Beau de Rochas, de Diesel et de Sabathé sont tous à quatre phases. Ils diffèrent dans la nature de leur phase de combustion : isochore pour le cycle de Beau de Rochas, isobare pour celui de Diesel, isochore puis isobare pour celui de Sabathé.

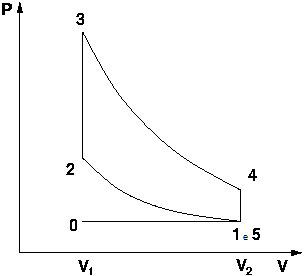
Cycle de Beau de Rochas
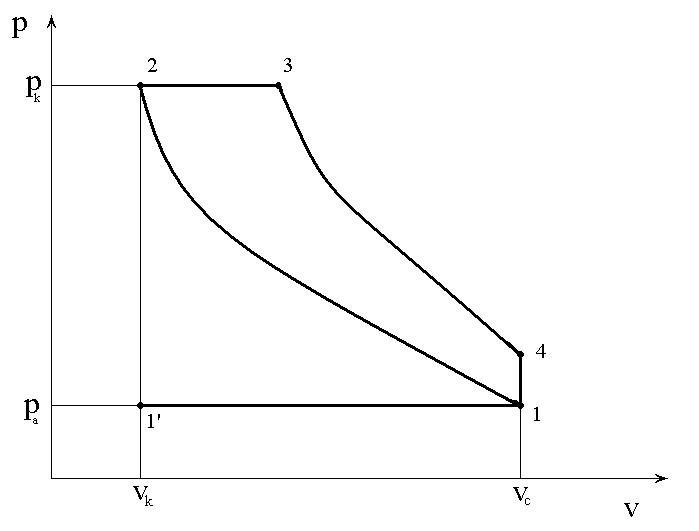
Cycle de Diesel
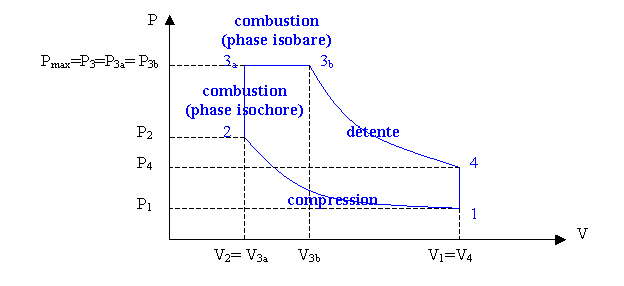
Cycle de Sabathé

Les caractéristiques de rendement de ces cycles sont également différentes : par exemple le rendement thermique du cycle Beau de Rochas ne dépend que du taux volumétrique de compression, alors que celui du cycle Diesel dépend du taux de compression et du taux de charge du moteur.

## Applications pratiques du cycle de Beau de Rochas

### Moteurs à essence à deux et quatre temps

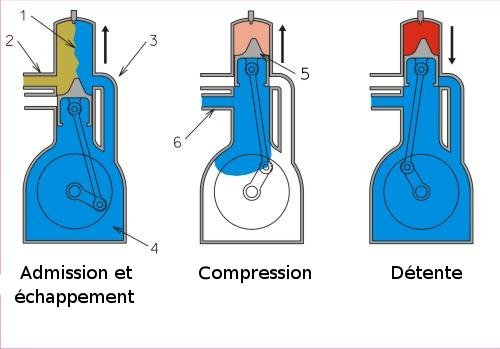
Cycle Beau de Rochas dans un moteur à deux temps.

Les moteurs à explosion à allumage commandé, également appelés moteurs à essence, à deux temps comme à quatre temps fonctionnent tous selon un cycle thermodynamique proche de celui de Beau de Rochas,. Dans un moteur "à quatre temps", comme celui décrit dans la publication de Beau de Rochas, le moteur accomplit un cycle thermodynamique tous les deux tours de vilebrequin. Dans un moteur "à deux temps", le cycle thermodynamique est accompli à chaque tour du vilebrequin. Dans un deux temps comme dans un quatre temps, chaque dose de carburant est successivement admise, puis comprimée , se consume et est expulsée vers l'échappement. Mais le moteur à deux temps utilise les deux côtés de son piston pour effectuer ces opérations : pendant qu'une dose de carburant est admise, la précédente est en phase d'échappement.

### Différences entre cycle théorique et cycle réel

Cycle théorique et réel.

Le cycle thermodynamique théorique est défini en prenant plusieurs hypothèses, notamment :  gaz à inertie nulle ; admission, combustion et échappement instantanés ; compression et détente sans échange de chaleur entre les gaz et les parois du cylindre. Dans un moteur réel, ces conditions ne sont pas exactement remplies : la combustion, par exemple, dure de une à deux millisecondes, ou encore des échanges thermiques et des pertes par frottement ont lieu. Le schéma ci joint illustre les différences entre cycle théorique et réel en phases de combustion (2-3), de détente (3-4), et d'admission (0-1). Ces différences entrainent des pertes de rendement : celui d'un moteur à essence est d'environ 25 %, alors que le rendement théorique du cycle est de 60 %.